# Coupe du Portugal de football 1945-1946
Navigation
Coupe du Portugal 1944-1945 Coupe du Portugal 1946-1947
La 8e édition de la Coupe du Portugal voit la victoire du Sporting CP pour la deuxième fois consécutive.

## Participants
- Primeira Divisão :
  - Académica de Coimbra, Atlético CP, Os Belenenses, SL Benfica, Boavista FC, SL Elvas, Vitória Guimarães, SC Olhanense, UD Oliveirense, FC Porto, Sporting CP, Vitória Setúbal.
- Segunda Divisão :
  - CF União de Coimbra, GD Estoril Praia, FC Famalicão, Portimonense SC.

## Huitièmes de finale
À l'issue de ce premier tour, seul un club de deuxième division, le FC Famalicão reste en lice pour les 1/4 de finale, battant le SC Olhanense, club de première division.
| Équipe 1          | Date        | Résultat | Équipe 2            |
| ----------------- | ----------- | -------- | ------------------- |
| Atlético CP       | 2 juin 1946 | 2-1      | GD Estoril Praia    |
| SL Benfica        | 2 juin 1946 | 3–0      | Os Belenenses       |
| Boavista FC       | 2 juin 1946 | 3–2 (ap) | CF União de Coimbra |
| SL Elvas          | 2 juin 1946 | 5-1      | UD Oliveirense      |
| FC Famalicão      | 2 juin 1946 | 3-2      | SC Olhanense        |
| FC Porto          | 2 juin 1946 | 7–1      | Vitória Setúbal     |
| Sporting CP       | 2 juin 1946 | 6–3 (ap) | Académica           |
| Vitória Guimarães | 2 juin 1946 | 5-0      | Portimonense SC     |

## Quarts de finale
Le FC Famalicão, club de deuxième division, reste en lice pour les 1/2 finales, battant à nouveau un club de première division, le SL Elvas.
| Équipe 1     | Date        | Résultat | Équipe 2          |
| ------------ | ----------- | -------- | ----------------- |
| Sporting CP  | 9 juin 1946 | 5–1      | Vitória Guimarães |
| FC Porto     | 9 juin 1946 | 3–0      | Boavista FC       |
| FC Famalicão | 9 juin 1946 | 4-3      | SL Elvas          |
| Atlético CP  | 9 juin 1946 | 3-2      | SL Benfica        |

## Demi-finale
Le FC Famalicão, club surprise de cette édition est littéralement étrillé par le Sporting CP, 11 buts à 0. La seconde demi-finale est l'opposition entre le sud et le nord. C'est le sud qui l'emporte et c'est une finale totalement lisboète qui se disputera le 30 juin.
| Équipe 1    | Date         | Résultat | Équipe 2     |
| ----------- | ------------ | -------- | ------------ |
| Sporting CP | 23 juin 1946 | 11–0     | FC Famalicão |
| Atlético CP | 23 juin 1946 | 2-1      | FC Porto     |

## Finale
Sporting Clube de Portugal, atteint la finale et fait figure de favori naturel face à l'Atlético CP, qui pour parvenir à cette finale, a éliminé deux des grands, que sont le Benfica Lisbonne et le FC Porto. Cette finale est jouée pour la première fois au Estádio Nacional do Jamor.
La gloire des "Lions", Fernando Peyroteo, ouvre le score juste au passage du premier quart d'heure, puis cinq minutes plus tard, Sidónio fait le 2-0. Sans jamais ralentir, les "Lions" arrivent au 3-0 avec un deuxième but Peyroteo. Rogério Simões réduit l'écart, mais deux minutes plus tard c'est au tour d'Albano d'aggraver le résultat au terme de la première mi-temps.
Durant la deuxième mi-temps, le rythme du jeu baisse et le Sporting gère l'avantage, malgré de bonnes phases de jeu des joueurs de l'Atlético, qui forcent João Azevedo à montrer sa valeur dans les cages "sportinguistes". Néanmoins Fernando Peyroteo marque à nouveau, mais ce but est annulé. Les joueurs de Cândido Tavares finissent par réduire le score à deux minutes de la fin de la rencontre.
Américo Tomás, alors ministre de la Marine et futur Président de la République, remet la troisième Coupe remportée par les "Lions" et la deuxième consécutive, au capitaine Álvaro Cardoso.

### Feuille de match
| 30 juin 1946 | Sporting CP                                          | 4 – 2   | Atlético CP                      | Estádio Nacional do Jamor, Lisbonne   |                                       |
|              | Fernando Peyroteo 15e 30e · Sidónio 20e · Albano 40e | (4 - 1) | 38e Rogério Simões · 88e Marques | Spectateurs : 0 Arbitrage : José Lira | Spectateurs : 0 Arbitrage : José Lira |

| Sporting CP | Atlético CP |

| Sporting CP :       |    |                      |
|                     |    |                      |
| G                   | 1  | João Azevedo         |
| D                   | 2  | Octávio Barrosa      |
| D                   | 3  | Juvenal              |
| D                   | 4  | Álvaro Cardoso (cap) |
| G                   | 5  | Manecas              |
| M                   | 6  | Veríssimo            |
| A                   | 7  | Sidónio              |
| A                   | 8  | Albano               |
| A                   | 9  | Fernando Peyroteo    |
| A                   | 10 | António Marques      |
| A                   | 11 | Armando Ferreira     |
| Entraîneur :        |    |                      |
| Cândido de Oliveira |    |                      |

| Atlético CP :   |    |                     |
|                 |    |                     |
| G               | 1  | Francisco Correia   |
| D               | 2  | Baptista            |
| D               | 3  | José Lopes          |
| D               | 4  | Rosário             |
| G               | 5  | Manuel da Costa     |
| M               | 6  | Gregório dos Santos |
| M               | 7  | Marques             |
| M               | 8  | Morais              |
| A               | 9  | Joaquim Micael      |
| A               | 10 | Francisco Lopes     |
| A               | 11 | Rogério Simões      |
| Entraîneur :    |    |                     |
| Cândido Tavares |    |                     |

## Bilan de la saison
| Tableau d'Honneur                          |                   |
| Compétition                                | Vainqueur         |
| Primeira Divisão                           | CF Belenenses     |
| Segunda Divisão                            | GD Estoril Praia  |
| Taça de Portugal                           | Sporting CP       |
| Championnat de l'AF Algarve de football    | SC Olhanense      |
| Championnat de l'AF Aveiro de football     | UD Oliveirense    |
| Championnat de l'AF Braga de football      | Vitoria Guimarães |
| Championnat de l'AF Coïmbra de football    | Académica         |
| Championnat de l'AF Lisbonne de football   | CF Belenenses     |
| Championnat de l'AF Portalegre de football | SC Campomaiorense |
| Championnat de l'AF Porto de football      | FC Porto          |
| Championnat de l'AF Setúbal de football    | Vitória Setúbal   |